# Ханик Ярослав Миколайович

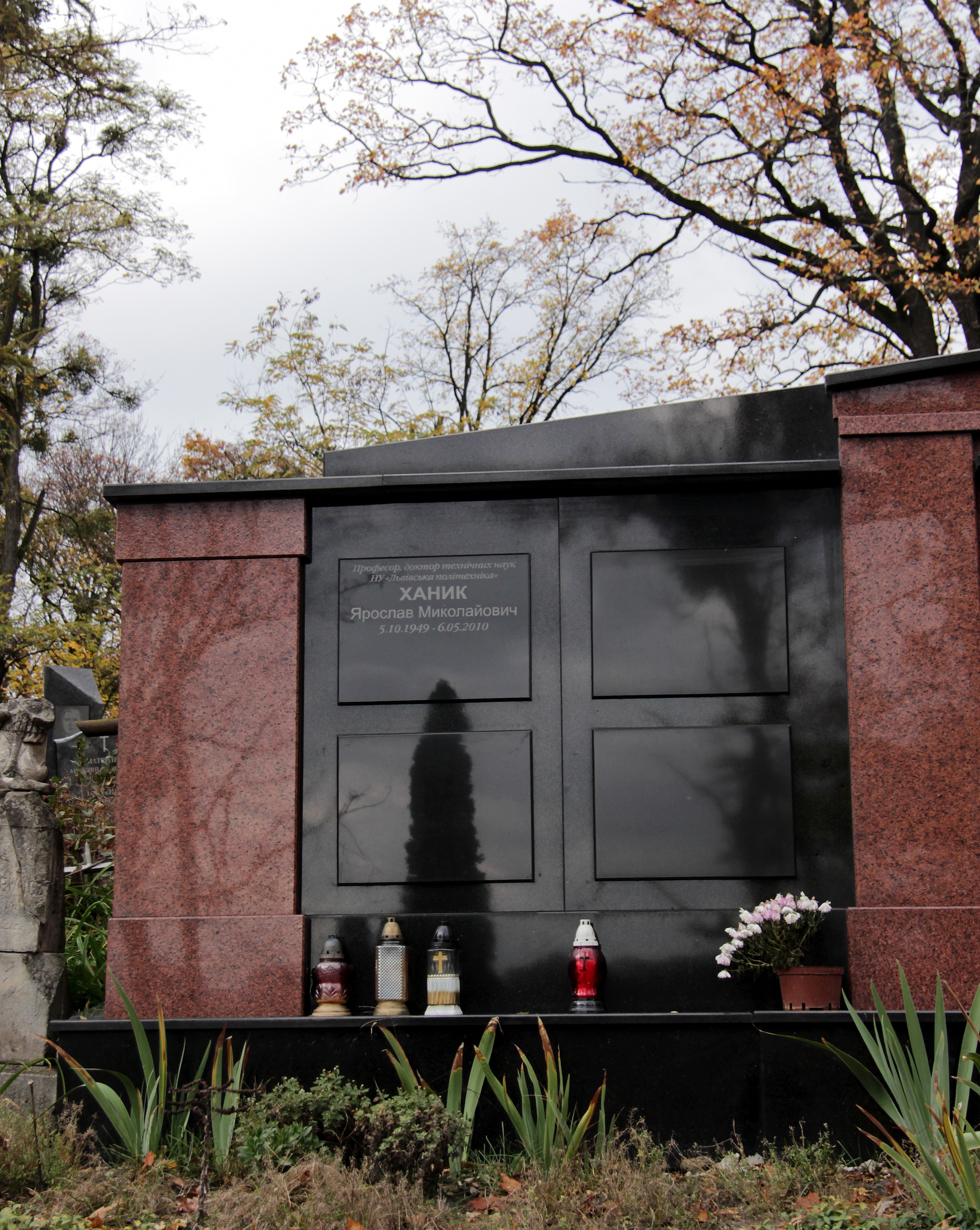

Ярослав Миколайович Ханик (5.10.1949 — 6.05.2010) — український хімічний інженер, доктор технічних наук (1992), професор. Вивчав тепломасообмінні внутрішньокапілярні процеси в системі «тверде тіло — газ».
Народився 5 жовтня 1949 року в селі Затока Івано-Франківського району Львівської області в селянській родині, українець. З 1957 року навчався у Затоцькій початковій школі, з 1961 по 1964 рік — у Заверешецькій восьмирічній школі, а восьмий клас закінчив 1965 року у Львівській восьмирічній загальноосвітній трудовій політехнічній школі-інтернаті № 4. 1967 року закінчив середню трудову політехнічну школу-інтернат № 3 і вступив у Львівський політехнічний інститут, який закінчив з відзнакою у 1972 році за спеціальністю «Хімічна технологія переробки нафти та газу». Був скерований на роботу в НДЛ-24 кафедри процесів та апаратів хімічних виробництв, де працював інженером лабораторії.
1980 року захистив кандидатську дисертацію на тему «Дослідження сушіння газопроникних матеріалів фільтраційним методом». Науковий керівник — професор Олександр Чернявський.
З 1981 року — асистент кафедри процесів та апаратів хімічних виробництв (ЛПІ), з 1988 року — доцент.
1992 року захистив докторську дисертацію на тему «Фільтраційне сушіння плоских газопроникних матеріалів». Консультантом під час написання роботи був професор Григорій Аксельруд.
1993 року Ярослав Ханик обраний професором кафедри хімічної інженерії та промислової екології. Невдовзі прийняв пропозицію праці у Львівській міській адміністрації, очолив відділ вищої освіти, науки та професійної підготовки. 1994 року перейшов у Львівський науково-практичний центр Інституту педагогіки і психології професійної освіти Академії педагогічних наук України, а 1996 року повернувся у Львівську політехніку.
2002 року кафедру хімічної інженерії та промислової екології розділено на дві кафедри – хімічної інженерії , а також екології та охорони навколишнього середовища. Першу з них і очолив професор Ханик.
За результатами досліджень фільтраційного сушіння листових і дисперсних матеріалів під його керівництвом захищені 1 докторська і 13 кандидатських дисертацій.
Помер 6 травня 2010 року, похований на Личаківському цвинтарі (поле 44).